# Nina Vidrovitch
Nina Vidrovitch, née le 16 novembre 1930 à Barcelonnette dans les Alpes-de-Haute-Provence et morte le 13 mai 2022 à Auxerre dans l'Yonne, est une peintre, costumière, créatrice de masques de théâtre, auteure et lithographe française.

## Biographie
Née en 1930 à Barcelonnette, Madeleine Nina Vidrovitch est issue du côté de sa mère, Marcelle Julie Weill, d’une famille alsacienne et normande, et du côté de son père Rémy Vidrovitch, ingénieur des Ponts et Chaussées, d’une famille russe de Nikolaev (en Ukraine) et de Moscou. Nina est dans ses premières années au sein d'un milieu favorable à l’expression artistique notamment avec son oncle Pierre Dumont artiste de l’école de Rouen. Nina suit des cours de dessin dans sa jeunesse dans l’atelier d’Édouard Collin, à Beauvais (Oise).
La guerre l’amène à Paris où elle continue ses études sous un faux nom. Elle perd successivement son père (d’une blessure de guerre) et l’un de ses grands-pères, Émile Weill arrêté le 17 novembre 43, il fut déporté à Auschwitz.
En 1948 elle obtient son baccalauréat puis fréquente Sciences-Po avant de se tourner vers l’art. Elle s’inscrit à l’Académie Julian. Elle suit les cours de l’affichiste Paul Colin à Paris en 1949,. Celui-ci la dirige vers la décoration de théâtre. La création des costumes et des masques de « Médée » en 1950,, par le Groupe de Théâtre Antique de la Sorbonne lance sa carrière. En 1956 le Théâtre populaire écrit que ses masques sont « admirablement réalisés ». Elle en fera son métier jusqu’au milieu des années soixante. notamment au Théâtre de Bourgogne où elle crée 6 pièces. Elle crée les masques de la pièce de Sophocle dans la version d'Ezra Pound The women of Trachis à Berlin en 1959.
Elle participe à la Biennale internationale des jeunes à Paris en 1963.
En 1967, elle innove en créant un atelier-galerie dans le Marais avec pour ambition de « permettre à un vaste public de se mieux familiariser avec la création artistique en créant un rapport direct avec l’artiste ». Cela attire l’attention de la presse nationale. Persuadée de l’importance d’une démarche pédagogique innovante, elle donne des cours dans son atelier à des jeunes élèves, expérience qu’elle poursuit en collège et dans deux grandes écoles ; l'École nationale des ponts et chaussées et École nationale des Télécommunications, où elle anime des séminaires.
Elle présente en 1969 ses toiles, gouaches, dessins et lithographies dans son atelier-galerie.
À l'âge de 40 ans elle décide d'étudier l'histoire de l'art et de passer son CAPES.
La Revue moderne des arts et de la vie écrit en 1972 qu'elle « vit dans un monde à la fois intérieur et extérieur ».
En 1992 elle quitte Paris. Elle s’installe en 1994 à Bessy-sur-Cure en Bourgogne, où elle poursuit son activité artistique. Elle illustre plusieurs ouvrages de son compagnon, le poète dramatique Guillaume Kergourlay, décédé en 2014. Elle expose régulièrement ses œuvres en Bourgogne et en région parisienne.
Un catalogue raisonné, comprenant 660 œuvres, écrit par Stéphane Ceccaldi sort en octobre 2012.
Dans les années 2000, Nina Vidrovitch se tourne aussi vers l’écriture pour mieux expliquer son rapport à l’art : elle publie une correspondance croisée avec la comédienne Anny Duperey De la vie dans son art, de l’art dans sa vie, puis un récit autobiographique Le miel de la vie. Elle signe également, avec son compagnon Guillaume Kergourlay, un roman intitulé Une Rose dans les ténèbres, où elle s’inspire de ses souvenirs du milieu artistique parisien d’avant guerre.
Nina décède le 13 mai 2022 à Auxerre dans l'Yonne et est enterrée auprès de son compagnon Guillaume Kergourlay.

## Expositions
Elle commence à exposer à Paris en 1954, dont en 1972 au Salon des artistes français.
Outre Paris, elle expose également régulièrement en Bourgogne dont, en 2018, l'Association Culturelle et Sociale du Vermentonnais. Une rétrospective importante de ses œuvres intitulée "D'hier à Aujourd'hui" s'est tenue en juin 2019 à l'orangerie d'Yrouerre (Yonne).

## Œuvres publiques
- Champs-sur-Marne, École nationale des ponts et chaussées : André Brunot, directeur, 1958-1967, 1975[19]. (no 217 du catalogue raisonné)
- Paris 
  - Musées de la ville de Paris : Bouquet, 1961, huile sur toile, 0,80 × 0,40 cm (no 049 du catalogue raisonné de l'artiste)
  - Musée de la Grande loge de France : Sept, gesso et fresque, 0,65 × 0,50 cm (no 540 du catalogue raisonné)
  - Salle de conférence de la COFACE Paris : La Ville, huile sur toile, 5 × 5,35 m (no 289 du catalogue raisonné)
- Denver (Colorado), musée : Le Voyage des amoureux, huile sur carton, 0,50 × 0,61 cm, (no 137 du catalogue raisonné)

## Publications
- Nina Vidrovitch et Anny Duperey, De la vie dans son art, de l’art dans sa vie, Paris, Seuil, 2008, 320 p. (ISBN 978-2-02-087387-1)
- Nina Vidrovitch, Le Miel de la vie, (auto édition), juin 2011, 170 p., récit autobiographique
- Nina Vidrovitch et Guillaume Kergourlay, Une rose dans les ténèbres : roman, Gourin, Éditions des Montagnes Noires, octobre 2018, 248 p. (ISBN 979-10-97073-32-9), roman[16]
- Nina Vidrovitch, Le masque objet d'art et outil de théâtre, Paris, Théâtre national de l'Odéon, 1974, 8 p.
- Nina Vidrovitch, Introduction to the mask, in Corey (Irene), To mask is to unmask No 2, 1975, Trad.Constance Wagner, p. 18-24.